# Sutera (cognome)
Sutera è un cognome di lingua italiana.

## Varianti
Il cognome non presenta varianti.

## Origine e diffusione
Il cognome è tipicamente siciliano.
Potrebbe derivare dal toponimo Sutera, forse legato al prenome Salvatore e, di conseguenza, al cognome Salvatori.